# Mama Lucha
Luz María Endara Altamirano (Quito, 17 de marzo de 1934-Quito, 29 de junio de 2006), conocida como la Mama Lucha o Doña Luchita, fue una extorsionadora ecuatoriana. 

## Biografía
En su juventud, por los años cincuenta, en la cantina de su madre, en Imbabura, comprendió que podía influir sutil o brutalmente a las personas, cuando usaba sus contactos con los policías que acudían a la cantina, para por medio de ellos intervenir en la liberación de la cárcel a los borrachos conflictivos que acudían a la cantina.
Comenzó a influir dentro de los juzgados bajo la tutela de abogados, aprendiendo de leyes consiguió resultados a su favor, ya sea mediante el terror como por medio de regalos.
Su modus operandi abarcaba principalmente en mercados ecuatorianos, lugares donde se valía de su fuerte carácter y semblante para poder intimidar y amenazar a locatarios y vendedores. Les cobraba por ocupar sus puestos con el argumento de protegerlos de la delincuencia, pretexto que utilizaba para poder engañarlos y revender sus locales al Municipio de Quito, con costos de trescientos a diez mil sucres. Era contratada para cobrar deudas, y realizaba sus actividades criminales con una familia criminal conocida como la «banda de Los Chicos Malos».

## Muerte
El 29 de junio de 2006, falleció en Quito a los 72 años de edad.